# Hotel Vega (Ondárroa)
El edificio Hotel Vega, inicialmente Hotel de la Bahía de la localidad vizcaína de Ondárroa (País Vasco, España), es una obra de juventud del arquitecto Pedro Guimón Eguiguren, figura clave de la arquitectura vasca de la primera mitad del siglo XX, en su condición de teórico de la revitalización del estilo vasco, lo que se ha dado en llamar arquitectura neovasca. Además, su obra se caracteriza por una gran versatilidad, de modo que manejó varios estilos a lo largo de su producción, algunos de forma simultánea. Muchas de sus obras han sido derribadas, siendo este edificio de los pocos que dan testimonio del trabajo de este arquitecto. Este edificio fue declarado como Bien Cultural, con la categoría de Monumento, e inscrito  en el Inventario General del Patrimonio Cultural Vasco en diciembre de 2004.

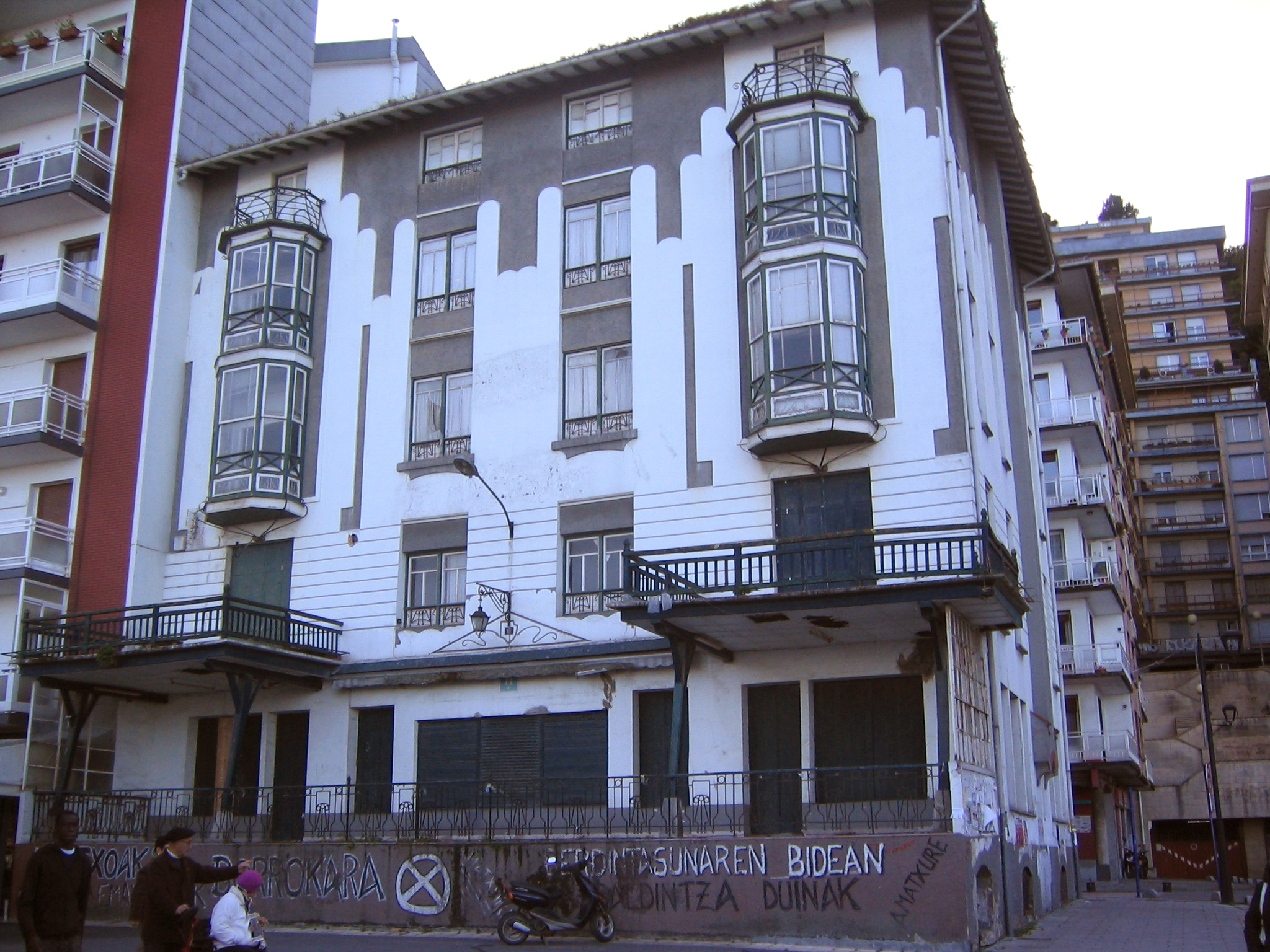
Hotel Vega

Ondarroa, al igual que otras poblaciones vascas, experimentó un notable crecimiento a finales del siglo XIX y principios del XX, que se materializó en la configuración de una zona de ensanche. En este periodo se construyeron edificios de interés, que en su mayoría no han llegado hasta nosotros. Este hecho acrecienta notablemente la importancia de este hotel como testimonio de aquel desarrollo arquitectónico y urbanístico, en el que tuvieron un papel destacado arquitectos de la talla de Ricardo Bastida y Pedro Guimón.
Es una construcción representativa de la arquitectura de principios del siglo XX, con elementos que permiten encuadrarla dentro de la corriente modernista, con una elegante austeridad que parece preludiar lo decó, si bien también incluye otros elementos consustanciales a la arquitectura vizcaína de la época.

## Descripción
El edificio ocupa una parcela en el extremo norte de la manzana, disponiendo de tres fachadas  ordenadas de manera asimétrica. La planta es rectangular y presenta un frente de 17 metros y 13 de fondo, aproximadamente. Dispone de planta baja más cuatro alturas, rematadas con el alero de la cubierta de faldones. En la composición de sus fachadas se combinan miradores volados, con ventanas de proporción vertical alineadas. Las fachadas, distintas las tres, se ordenan simétricamente, y esa simetría se acentúa de forma diversa: en la fachada oeste la marca fuertemente un mirador volado central, ubicado sobre la misma entrada al hotel; en la norte, esa simetría se marca por medio de una chimenea que se materializa exteriormente en la fachada; y en la fachada este se hace rematando los dos extremos de la fachada con una composición de elementos en vertical. Este elemento combina, de abajo arriba, sobre la terraza de planta baja: una gran terraza en planta primera sobre postes con tornapuntas, en planta segunda y tercera un mirador volado de forma ochavada, y sobre este, en la planta cuarta, un balcón. En el diseño de algunos elementos de herrería (antepechos de los balcones) y de carpinterías se incluyen notas modernistas. Se recurre a ventanas de guillotina en los miradores, de clara ascendencia inglesa.

## Reforma
Después de dejar la actividad hostelera el edificio permaneció cerrado hasta que en el año 2012 comienza una reforma para realizar en el mismo 8 viviendas y locales comerciales, manteniendo las fachadas y la altura. La reforma se terminó en el año 2014.